# Aesalus scarabaeoides
Aesalus scarabaeoides là một loài bọ cánh cứng trong họ Lucanidae. Loài này được Panzer mô tả khoa học năm 1794.